# Classe Sirius (dragueur de mines)
Pour les articles homonymes, voir Classe Sirius.
Dans la Marine nationale française, la classe Sirius (ou "type D") est une série de 34 dragueurs de mines côtiers. Ces bâtiments portaient des noms d'étoiles ou de constellations.
Tous construits dans différents chantiers français, certains l'ont été sous contrat off-Shore, dérivé du Plan Marshall :
- Direction des constructions et armes navales (DCAN) à Cherbourg ;
- Augustin Normand Le Havre ;
- Ateliers et chantiers de Penhoët à Saint-Nazaire ;
- ateliers et chantiers de la Seine-Maritime Le Trait ;
- chantiers Félix Amiot à Cherbourg.

## Service
Ces bâtiments sont groupés organiquement en Esdra (Escadrille de dragage), articulées en Didra (Division de dragueurs) de trois à cinq unités. La 1re Esdra est basée à Cherbourg et la 2e Esdra, à Brest. Aucun dragueur de ce type n'a été affecté à la 3e Esdra, basée à Toulon. Plusieurs bâtiments sont stationnés Outre-mer (pas comme dragueurs mais comme patrouilleurs) : deux à Fort-de-France, un à Dakar, un à Djibouti et un à Diego-Suarez, lequel est par la suite basé à La Réunion. D'autres, basés à La Pallice
constituent la 24ème Didra composée de 3 unités. De 1964 à 1981, ils ont pour mission de sécuriser l'espace maritime du Centre d'essais des Landes (CEL) au large de Biscarosse pendant les campagnes de tirs, ainsi que de faire la surveillance de la pêche dans le golfe de Gascogne. Il s'agissait de dragueurs propulsés par des turbines à gaz "Pescara" à la mécanique fragile et bruyante.
Avec le Mercure (type DB 1) et trois autres "type D" construits pour la marine yougoslave, les dragueurs de la classe Sirius sont les seuls dragueurs de mines de construction française, aptes au dragage à la fois mécanique et à influence magnéto-acoustique. À la construction, une soute est prévue pour un appareil de détection sous marine asdic, mais celui-ci n'a jamais été installé.
Les dragueurs D sont progressivement remplacés par les cinq chasseurs de mines de la classe Circé à partir de 1972-1973 et par les cinq dragueurs océaniques (type MSO) de la classe Dompaire refondus en chasseurs de mines entre 1976 et 1979. Certaines unités sous "cocon" sont placées "en complément de mobilisation". Elles sont rayées des listes de la flotte à partir de 1970 et leurs carrières opérationnelles ont été relativement courtes. 
Les dragueurs propulsés par des Diesels Pielstick ont une carrière opérationnelle plus longue dans la guerre des mines ou comme patrouilleurs outre-mer. Le Phénix est celui qui a navigué le plus longtemps. D'abord endivisionné à Brest puis à Cherbourg, il est désarmé en 1992, après 37 ans de service.

## Conception
Ils sont conçus d'après les plans du constructeur britannique Thornycroft, donc assez semblables aux dragueurs de la "classe Bay" de la Royal Canadian Navy, de la "classe Ton" de la Royal Navy et de la "classe Dokkum" de la Koninklijke Marine, d'où parfois leur appellation de dragueurs "Type Europe occidentale". Pour réduire leur signature magnétique, ils sont équipés d'un circuit d'immunisation. Leur coque est en bois et les membrures en duralumin. Leurs apparaux de mouillage et les installations de draguage sont en métaux non ferreux. Leurs superstructures en contreplaqué marine et en alliage d'aluminium (AG5).

## Description extérieure
La coque est longue de 46,30 mètres. Elle est divisée en deux parties sensiblement d'égale longueur. Une teugue constitue la plage avant et un pont principal, la plage arrière.  
Sur la plage avant, se trouvent :
- une filière garde-corps pour éviter les chutes ;
- l'étrave. Elle est assez haute, compte tenu de la taille du bâtiment. Son tirant d'air est de 6,05 m ;
- les apparaux de mouillage. 2 ancres dans leurs écubiers puis les lignes de mouillage, les bosses et leur guindeau électrique ;
- l'artillerie. Elle constituée d'un canon de 20 Oerlikon ou d'un canon de 40 mm Beaufort à commande hydraulique ;
- le bloc passerelle est sur 2 niveaux, Sur tribord 2 radeaux de sauvetage type Brest mais 1 seul sur bâbord et un divergeant MB5. Ces radeaux ont été remplacés au début des années 80 par des Bombard ; 
  - au niveau inférieur du bloc passerelle, l'abri de navigation. C'est là que se tient l'homme de barre. Sur certains dragueurs la barre est une roue traditionnelle, sur d'autres c'est une manette que l'on incline vers la droite ou la gauche. On y trouve un gyrocompas et un compas magnétique et d'éventuelles aides radioélectriques à la navigation (Decca, goniomètre…) ;
  - c'est de là aussi que sont transmis les ordres à la machine par l'homme de TO (Transmetteur d'Ordres), avec un chadburn "Martini" ;
  - sur l'arrière de l'abri de navigation : à tribord, la chambre des cartes où sont rangés les collections de cartes et où le timonier effectue leurs corrections, ainsi que le radar. A bâbord, le PC dragage d'où est mis en œuvre le fonctionnement électrique des dragues à influences ;
- au niveau supérieur, la passerelle découverte avec sur son avant 2 antennes radio "fouet", une table à cartes, une hutte phonie et deux projecteurs de signalisation. De chaque côté, les bouées "Vialet chabrand" . La passerelle est équipée de 3 répétiteurs de gyrocompas et d'un indicateur radar ;
  - sur son arrière, en léger contrebas, les 2 caissons à pavillons de part et d'autre du mat treillis en alliage non ferreux avec à son extrémité supérieure, le radar de navigation (DRBN30, puis DECCA 202 ou 1226). Celui-ci est entouré d'un encorbellement ;
  - à l'arrière de cet encorbellement s'élève un mâtereau qui porte les émetteurs/récepteurs IFF, les feux de dragage ainsi qu'une vergue pour les signaux flottants et les feux de bouts de vergue, visibles sur tout l'horizon pour les signaux lumineux "Scott" ;
  - le tirant d'air est de 15,50 mètres ;
  - Collé à l'arrière du bloc passerelle, sur le pont, le caisson à artifices ;
- l'extrémité arrière de la teugue, les caissons à brassières de sauvetage sur tribord, et à bâbord, un touret fixe pour rouler le câble de terre électrique.;
- 2 mats de charges, 1 de chaque bord, servant à la mise à l'eau des dragues acoustiques. Ils sont fixés sur le pont principal et maintenus contre la paroi verticale de la teugue.

Sur le pont principal, se trouvent :
- un pavois en contreplaqué marine qui court sur les deux bords, jusqu'au cul du dragueur ;
- la cheminée est de forme elliptique en AG5. Sur son bâbord, installée sur un chantier, la truie. C'est le plus gros flotteur (taille 0) qui maintient à la profondeur voulue, la drague acoustique à marteau ou celle à piston qui est élinguée sous lui ;
  - à tribord de la cheminée, le youyou de 6 mètres ;
  - toujours de part et d'autre de la cheminée, derrière le pavois, sont posées les dragues acoustiques à piston (AP1), à tribord et acoustique à marteau (AM1) à bâbord ;
- le rouf de drague qui contient le petit matériel de dragage (cisailles, pantoires, butoirs en coin...). À tribord un logement est prévu pour les tenues du corps de débarquement. On peut descendre à la machine arrière par le rouf de drague ;
  - à l'origine, un canon de 20 mm et ses quatre caissons à munitions étaient installés sur le toit du roof de drague. Au début des années 1960, cette artillerie a été débarquée et remplacée par un touret d'alimentation électrique avec 5 petits cochonnets de chaque bord. de taille 5 pour permettre le dragage acoustique à la traine ;
  - un petit mat porte le feu de poupe et la ratière, un feu bleu discret servant pour naviguer en ligne de file, dans les eaux de son matelot d'avant ;
- le touret du boudin de la drague magnétique et son coffret d'alimentation électrique ;
- le treuil de dragage, avec ses deux brins de drague en acier, ainsi que celui du plongeur ;
  - sur tribord du treuil, posé sur le pavois, 3 jerricans d'essence largables à distance, pour le moteur hors bord du youyou ou du "zodiac" ;
- 2 bossoirs. Tout à l'arrière, 2 bossoirs pour la mise à l'eau des cochonnets, plongeurs, divergents multiplans et MB5  ;
- Enfin, le cul des dragueurs de mines est en tableau pour permettre la mise à l'eau du matériel de dragage. C'est là que se trouve le mat du pavillon national.

## Effectif
Avant le repyramidage des grades de 1974, le plan d'armement de ces bâtiments est de 3 officiers, 8 officiers mariniers, 28 huit quartiers-maîtres et matelots. Ils sont généralement commandé par un lieutenant de vaisseau, sauf lorsque le bâtiment est chef de division, auquel cas son commandant est un capitaine de corvette. Un enseigne de vaisseau de 1ère classe, adjudant de division, est alors embarqué. L'officier en second est un enseigne de vaisseau de 1ère classe et l'officier en troisième, un enseigne de vaisseau de 2ème classe, ou un aspirant appelé du contingents, souvent officier de la marine marchande.

Les 8 officiers mariniers sont généralement répartis comme suit : 1 maître principal mécanicien (chef machine), 1 premier maître navigateur (chargé en plus de la gestion des vivres,  c'est "le marchand de soupe"), 1 premier maître de manœuvre (le bosco), 1 maître mécanicien, 1 maître électricien, 1 second maître radiotélégraphiste, 2 seconds maîtres mécaniciens.
 Les 28 huit quartiers-maîtres et matelots sont généralement répartis comme suit : 2 timoniers, 1 détecteur, 1 radiotélégraphiste, 4 manœuvriers, 2 canonniers, 9 mécaniciens, 3 électriciens, 1 charpentier,  1 cuisinier, 1 commis aux vivres, 1 maître d'hôtel officiers, 1 garçon officiers mariniers.
Après le repyramidage on compte 4 officiers, 14 officiers mariniers et 22 quartiers-maîtres et matelots.

## Habitabilité
L'ensemble du personnel est logé dans la partie avant, sous la teugue qui mesure sensiblement la moitié de la longueur du bâtiment. À partir de l'étrave, de l'avant vers l'arrière, nous trouvons les sanitaires de l'équipage et des officiers mariniers. Puis, sur bâbord, le poste officiers mariniers (8 couchettes) et sur tribord, la cafétéria équipage (4 tables de 6 couverts).
À l'arrière de la cafétéria, une échelle permet de monter sur la plage avant. Une autre descend dans le poste équipage avant (14 couchettes) qui est situé sous la cafétéria.
 La coursive se prolonge jusqu'à l'arrière de la teugue. Elle sépare le dragueur en deux par son axe longitudinal.
Sur tribord nous trouvons :
- la descente du poste équipage arrière (14 couchettes) ;
- le PC radio et le local convertisseur ainsi que l'échelle qui monte à l'abri de navigation ;
- la chambre/bureau de l'officier en second et de l'officier en troisième ;
- les sanitaire officiers et une descente de la machine avant ;
- la chambre/bureau du commandant avec son hublot.

Sur bâbord nous trouvons :
- la coopérative qui permet de menus achats de première nécessité ;
- la cambuse, domaine réservé du commis aux vivres ;
- la cuisine commune à toutes les catégories de personnel ;
- le carré des officiers mariniers (6 couverts) ;
- l'office, commun aux tables officiers et officiers mariniers ;
- le carré des officiers avec son hublot.

## Propulsion
L'ensemble énergie/propulsion est installé dans 2 compartiments : la machine avant et la machine arrière. Dans la machine avant sont installés les auxiliaires et le groupe électrogène de 550 cv qui fournit l'énergie électrique du bord ainsi que l'alimentation des dragues à influences magnéto acoustiques. Dans la machine arrière est installée la propulsion. Pour ce qui concerne la propulsion, vingt-et-une unités sont équipées de deux générateurs à pistons libres Sigma Pescara, et treize de deux moteurs Diesel SEMT Pielstick de même puissance, développant au total 2 000 ch. Leur vitesse maximum en route libre est de 15 nœuds, 9 nœuds en dragage mécanique et 6,5 nœuds en dragage magnéto acoustique. Leur rayon d'action est de 3 000 nautiques à 10 nœuds.
Ils ont deux hélices à trois pales fixes sauf sur les M734, M735, M736 et M737 dont les hélices sont à pas variables.(système KAMEWA)

## Installations de dragage
Les dragueurs de type D sont équipés de dragues mécaniques, magnétiques, acoustiques et d'une drague explosive :
- drague mécanique : De type Oropesa (OD1), elle était capable de sectionner les orins des mines à contact. Les brins de drague étaient armés de cisailles, statiques ou explosives. Il était possible de faire du dragage attelé à deux ou plusieurs dragueurs ;
- drague magnétique : À l'origine les bâtiments étaient équipés de dragues à boucles symétriques MB1, MB3 et MB4. Au début des années soixante les dragueurs D sont modifiés pour que le dragage acoustique se fasse à la traîne, pour une meilleure autoprotection. Ils sont alors équipés de dragues MB5 dissymétriques dont la boucle est déployée sur tribord. L'alimentation de la drague magnétique est assurée par le groupe électrogène de 550 ch qui se trouve dans le compartiment machine avant

- drague acoustique : D'abord équipés de dragues à l'aplomb (AM1, AO1, AP1), ce type de dragage étant trop dangereux car la mine pouvait exploser sous la coque, à partir des années soixante, ils sont équipés de dragues à la traîne AM1 et AP1 modifiées, filées sur bâbord. Le touret du câble d'alimentation est installé sur le rouf de drague, derrière la cheminée, à la place du canon de 20 mm ;
- drague explosive : la drague AE1 est destinée à influencer les mines acoustiques.

## Artillerie
Leur artillerie d'origine est constituée d'un canon de 40 mm Bofors à commande hydraulique, équipé d'un appareil de visée Mark 51 ou d'un canon de 20 mm Oerlikon  sur la plage avant. Un canon de 20 mm Oerlikon est monté sur le rouf de drague jusqu'au début des années 60 où il a été débarqué pour installer le touret d'alimentation électrique de la drague acoustique à la traîne et ses 10 cochonnets taille 5. Les stationnaires outre-mer (M734 Croix du Sud, M736 Altaïr, M746 Arcturus et M754 Canopus) ont conservé leur armement d'origine (1 canon de 40mm plage avant et 1 canon de 20mm sur le rouf de drague) car étant utilisés comme patrouilleurs, ils n'ont pas été modifiés pour le dragage acoustique à la traîne.

## Unités
- M701 Sirius (1954-1971). (P)Condamné après un talonnage au large du cap Lévy, le 15 août 1971.
- M702 Rigel (1954-1974). (P)
- M703 puis P703 Antarès (1954-1981). (P)
- M704 Algol (1954-1976). (P)
- M705 Aldébaran (1955-1970). (P)
- M706 Régulus (1954-1974). (P)
- M707 puis P707 Véga (1954-1981). (P)
- M708 Castor (1955-1973),(P)
- M709 Pollux (1955-1970), restitué aux USA (P)
- M710 Pégase (1956-1974). (P)
- M734 puis P658 Croix du Sud (1956-1981). (D)
- M735 puis P660 Etoile Polaire (1956-1981). (D)
- M736 puis P656 Altaïr (1956-1981). (D)
- M737 Capricorne (1956-1988). (D)
- M739 Céphée (1956-1988). (D)
- M740 Cassiopée (1954-1976). (P)
- M741 Eridan (1955-1981), puis renommé Aldébaran P741. (P)
- M742 Orion (1955-1970), puis restitué aux USA. (P)
- M743 puis P743 Sagittaire (1955-1981). (P)
- M744 Achernar (1955-1970). (P)
- M745 Procyon(1955-1970), puis restitué aux USA. (P)
- M746 puis  P650 Arcturus (1954-1981). (D)
- M747 puis A747 Bételgeuse (1954-1989). (D)
- M748 Persée (1956-1970). (P)
- M749 puis P749 Phénix (1956-1992). (D)
- M750 Bellatrix (1956-1974), restitué aux USA. (P)
- M751 Dénébola (1955-1974). Démantelé à Cherbourg (P)
- M752 Centaure (1956-1971), restitué aux USA. (P)
- M753 Fomalhaut (1956-1970), restitué aux USA. (P)
- M754 puis P659 Canopus (1956-1986). (D)
- M755 Capella (1956-1987). (D) condamné après un abordage au large de Zeebrugge avec un cargo guatémaltèque, le 28 février 1987
- M757 Verseau (1956-1988). (D)
- M758 Ariès (1956-1974), (D) vendu au Maroc (Q606 Tawfic : 1974-1985).
- M759 puis P759 Lyre (1956-1981). (D)

Propulsion : (P) Pescara - (D) Diesel.